# 22 Lekka Brygada Pancerna (ZSRR)
22 Lekka Brygada Pancerna (ros. 22-я танковая бригада) – pancerny związek taktyczny Armii Czerwonej.

## Działania bojowe
Brygada wzięła udział w kampanii wrześniowej w składzie Połockiej Grupy Armijnej. 
Rano 17 września przekroczyła granicę państwową w rejonie Komajska i Raszkowki, złamała opór żołnierzy Korpusu Ochrony Pogranicza i do końca dnia ześrodkowała się w Lisicach. Następnego dnia rozpoczęła marsz w kierunku Święcian. Z powodu braku paliwa brygada do Świecian dotarła dopiero w późnych godzinach nocnych.19 września maszerowała dalej i do 20.00 ześrodkowała się w rejonie Nowej Wilejki. W następnych dniach brygada rozbrajała polskie pododdziały, między innymi w rejonie lasu Bezdany wzięła do niewoli szwadron Wileńskiej Brygady Kawalerii, który próbował przedostać się na Litwę. W nocy na 21 września, po krótkim boju, grupa kapitana Simaczenki zdobyła dwa działa 105 mm, 14 koni i jeden samochód z amunicją. 25 września brygada skoncentrowała się w rejonie Puszkar.
W dniu agresji na Polskę brygada posiadała 219 czołgów T-26 i 3 samochody pancerne.
Do działań brygada wyprowadziła 240 wozów bojowych (?). Po ich zakończeniu pozostało 210 sprawnych wozów bojowych. Straty bojowe to 2 czołgi. Ponadto na trasach marszu pozostawiono 28 wozy bojowe.

## Struktura organizacyjna
W 1939
- 103 batalion czołgów
- 104 batalion czołgów
- 107 batalion czołgów
- 109 szkolny batalion czołgów
- 287 batalion remontowy
- batalion transportowy

## Dowódcy brygady
- kombrig Iwan Łazariew (był w 1939)[1]